# Hanna Bieluszko
Hanna Bieluszko (ur. 11 listopada 1954 w Poznaniu) – polska aktorka. W 1979 roku ukończyła studia na PWST w Krakowie.

## Teatr
- Teatr im. Stefana Jaracza w Łodzi (1979–1986 i 1987–1992)
- Teatr Rozmaitości w Warszawie (1986–1987)
- Teatr im. Juliusza Słowackiego w Krakowie (od 1992)

## Filmografia
- 1976: Próba ciśnienia jako pielęgniarka
- 1976: Barwy ochronne jako studentka, uczestniczka obozu
- 1978: Zielona miłość jako Iwona
- 1978: Układ krążenia jako Katarzyna, lekarka w ośrodku w Sokołówce (odc. 5)
- 1978: Nauka latania jako Wiesia, siostra Tomka
- 1979: Biała gorączka jako Jola Samodur, córka Heleny i Romana
- 1980: Der Spiegel des großen Magus jako Hanna
- 1981: Książę jako Hanka
- 1982: Życie Kamila Kuranta jako Marysia (odc. 4 i 6)
- 1982: Gry i zabawy jako koleżanka Darka
- 1983: Seksmisja jako pracownica "Archeo", asystentka Lamii
- 1983: Psychoterapia jako Krystyna Osińska
- 1983: Akademia pana Kleksa jako Kominiarczyk
- 1984: Rycerze i rabusie jako żona Stadnickiego (odc. 2)
- 1985: Sam pośród swoich jako Truda
- 1988: Łabędzi śpiew jako Obsada aktorska
- 2001: Samo niebo jako sekretarka Gosia (odc. 1 i 3)
- 2002: Na dobre i na złe jako Wiesia, znajoma pani Wiktorii (odc. 92)
- 2003–2012: M jak miłość jako doktor Renia Zakrzewska-Nowicka, przyjaciółka Marii Zduńskiej
- 2010: Święty interes jako Polka
- 2010: Na dobre i na złe jako amazonka Krystyna (odc. 418 i 423)
- od 2012: Barwy szczęścia jako Krystyna Złota, matka Marka
- 2013: Mój biegun jako pielęgniarka